# Esperance Shire
Koordinaten: 33° 51′ S, 121° 53′ O

Das Shire of Esperance ist ein lokales Verwaltungsgebiet (LGA) im australischen Bundesstaat Western Australia. Das Gebiet ist 42.547 km² groß und hat etwa 14.000 Einwohner (2016).
Esperance liegt im Süden des Staates an der australischen Südküste etwa 600 km südöstlich der Hauptstadt Perth. Der Sitz des Shire Councils befindet sich in der Stadt Esperance, wo etwa 10.000 Einwohner leben (2016).

## Verwaltung
Der Esperance Council hat 13 Mitglieder, elf Councillor werden von den Bewohnern der zwei Wards (sieben aus dem Town Ward und vier aus dem Rural Ward) gewählt. Der Vorsitzende des Councils (Shire President) und sein Stellvertreter (Deputy) werden zusätzlich von allen Bewohnern der LGA gewählt.

## Sonstiges
Nach dem Absturz des US-amerikanischen Skylab am 11. Juli 1979 östlich von Perth, gingen auch Teile auf dem Gemeindegebiet von Esperance Shire nieder. Die lokalen Behörden schickten der NASA wegen unerlaubter Abfallentsorgung einen Bußgeldbescheid über 400 Dollar. Die NASA lehnte eine Bezahlung ab, erst 2009 wurde der ausstehende Betrag von einer US-Radiostation beglichen.